# Escudo de Santa Ana (El Salvador)

Escudo del departamento, municipio y ciudad de Santa Ana, El Salvador.

Escudo de Armas del Departamento de Santa Ana, y del Municipio de Santa Ana.
Emitido por acuerdo municipal el 4 de febrero de 1964 durante la administración municipal de Roberto Batista Mena.

## Descripción
En el interior del escudo se ve el Lago de Coatepeque y el volcán Ilamatepec dentro del departamento de Santa Ana y sobre este se ve el número 44 en honor a los 44 valientes santanecos que derrocaron al dictador Carlos Ezeta.